# Pierre-Gaspard Chaumette
Pierre-Gaspard Chaumette (Nevers, 24 maggio 1763 – Parigi, 13 aprile 1794) è stato un rivoluzionario e avvocato francese, durante la Rivoluzione francese fu prima presidente della Comune di Parigi e poi uno dei fautori del Regime del Terrore. 
Fu un membro del Club dei Cordiglieri e degli Hébertisti, appartenenza quest'ultima che gli costò la condanna a morte con la ghigliottina. Venne sepolto al Cimitero degli Errancis. Moralista di facciata - nella vita privata era omosessuale - fu complice della "moralità spartana" del Terrore anche ai danni della condizione femminile.
Chaumette fu uno dei maggiori organizzatori a Parigi del culto della Ragione.